# Hône
Hône är en ort och kommun i regionen Aostadalen i nordvästra Italien. Kommunen hade 1175  invånare (2020) och har italienska och franska som officiella språk.